# Локет (замък)
Ло́кет (на чешки: Hrad Loket) е каменен замък в Чехия, на около 120 km западно от Прага, в околностите на град Карлови Вари. Името си получава от думата лакът, от чупката на река Охрже, на чиито брегове се извисява замъкът. По една от версиите, замъкът е издигнат като погранична крепост.

## История
В писмени източници замъкът за първи път се споменава през 1234 г. Въпросът кой от владетелите на Чехия основава крепостта, и до днес остава спорен. Сред възможните основатели се назовават княз Владислав II, кралете Отокар I и Вацлав I.
В Средновековието Локет придобива важно стратегическо значение като непристъпна твърдина на границата с германските земи, макар че след избора на Карел IV за император на Свещената Римска империя, Локет губи ролята си на погранична крепост. В същото време значението на замъка остава: той съхранява особения си статут на резиденция на чешките крале. При сина на Карл IV, Вацлав IV, Локет продължава разширението си и става още по-важна крепост.
През 15 век император Сигизмунд предава Локет на рода Шлик. Замъкът постепенно запада. През 1822 г. той е превърнат в затвор, действащ до 1949 г.
От 1968 г. е паметник на културата и открит за посещения като музей. В замъка е сниман филмът „Казино Роял“.
- Макет на замъка
- Изглед на замъка от моста над Охрже
- Изглед на замъка от реката
- Вътрешният двор
- Замъкът нощем